# 弗謝沃洛日斯克區

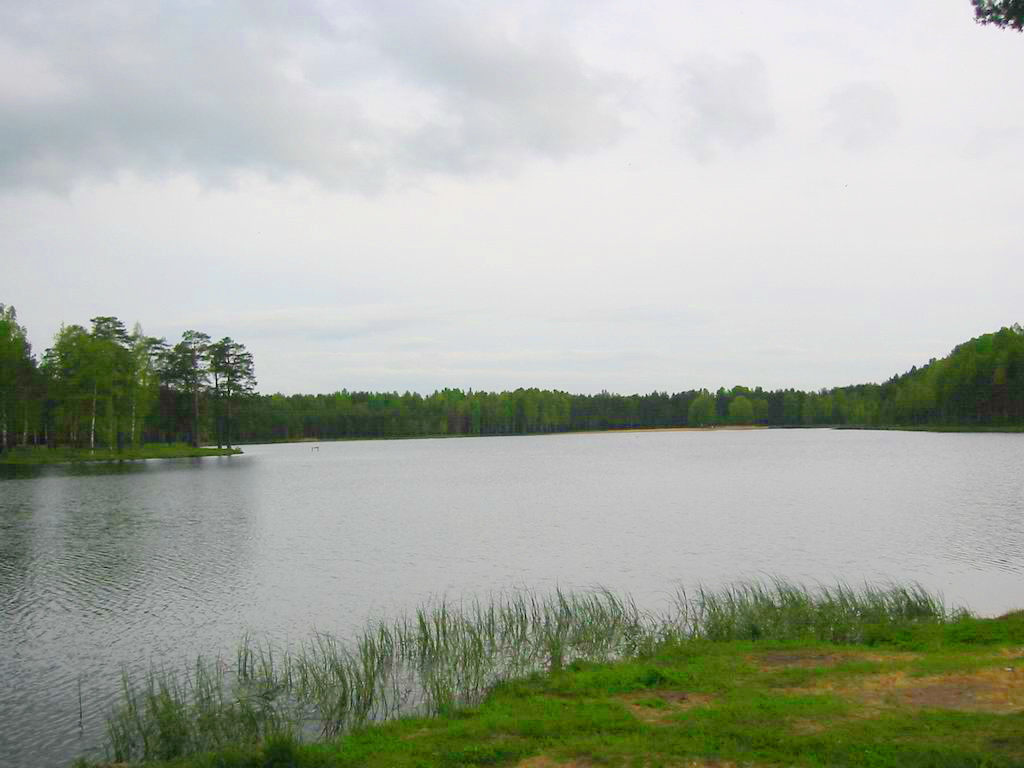

60°00′54″N 30°39′04″E / 60.01500°N 30.65111°E
弗謝沃洛日斯克區（羅馬化：Vsevolozhsky rayon）是俄羅斯的一個區，位於該國西北部，由列寧格勒州負責管轄，始建於1936年8月19日，面積3,036.4平方公里，2010年人口153,045，人口密度每平方公里50.4人。